# Pontederia cordata
Pontederia cordata es una especie de planta acuática perteneciente a la familia Pontederiaceae que es nativa al continente americano. Crece en una variedad de humedales , incluyendo márgenes de los lagos y estanques a través de una gama muy amplia desde el este de Canadá al sur de Argentina. Algunos ejemplos incluyen ríos del norte, los Everglades y Louisiana.

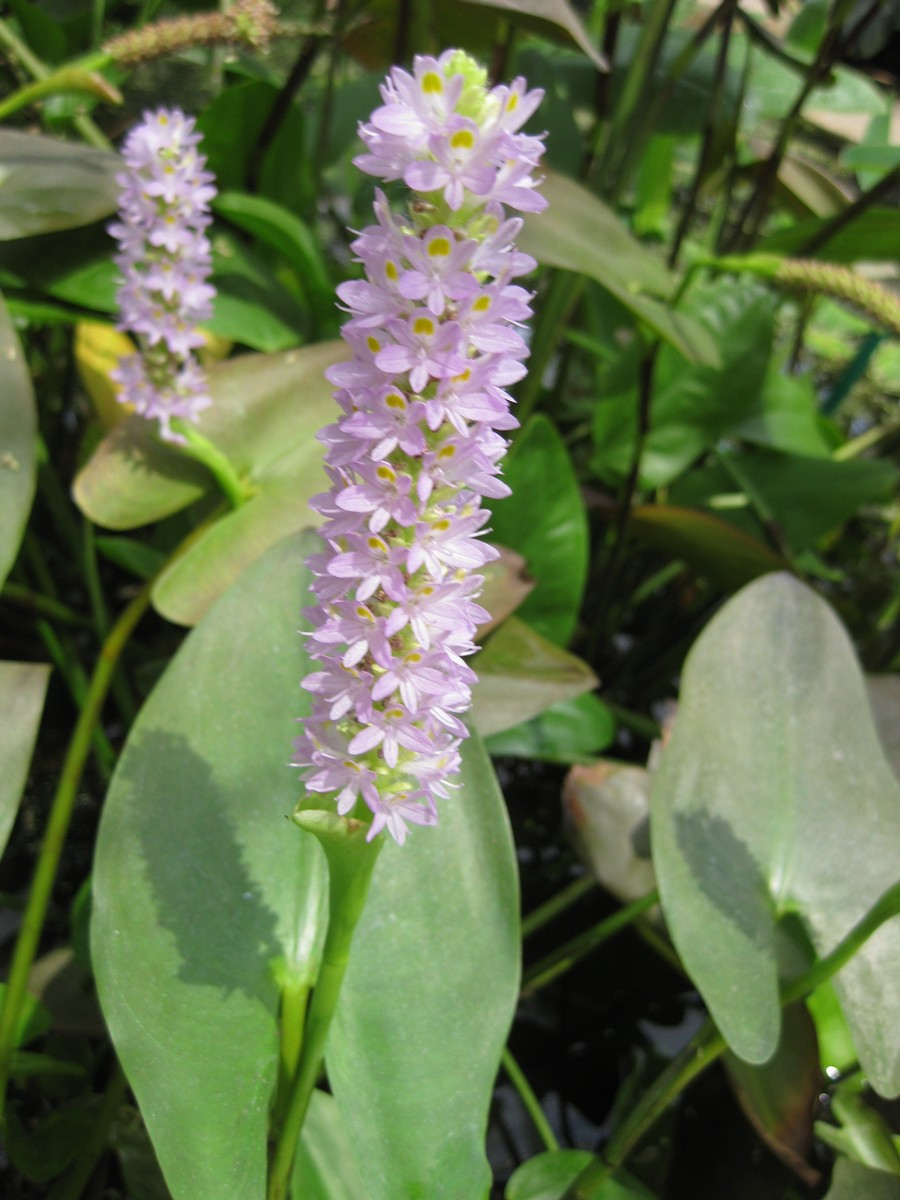
Inflorescencia

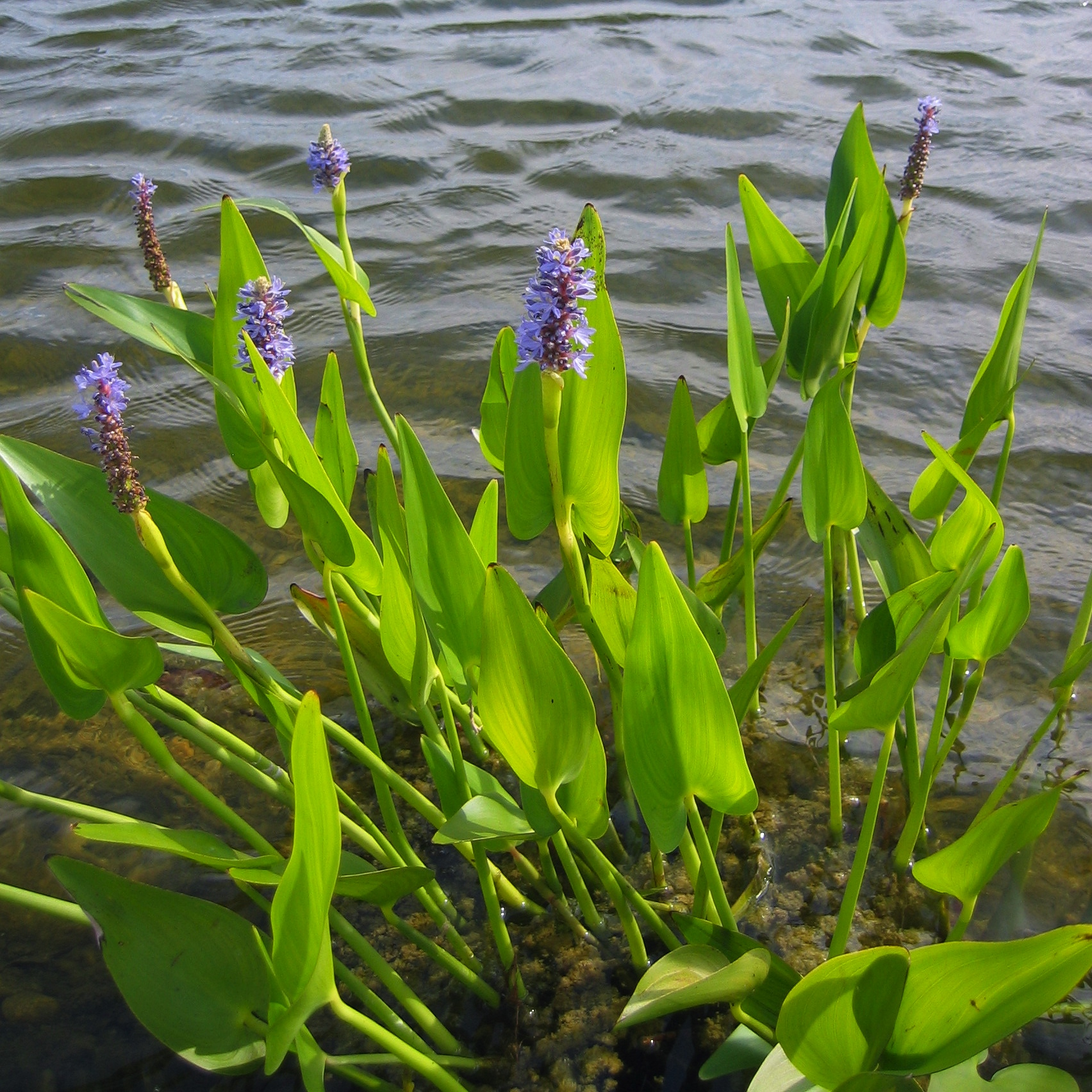
Detalle del hábitat

## Descripción
La especie crece como una planta emergente, es decir, en condiciones de inundación, por lo que la planta depende generalmente de aerénquima en el vástago para llevar oxígeno a las raíces. Su metabolismo es, sin embargo, también tolerante del oxígeno del suelo. Se encuentra a menudo en zonas donde los niveles de agua fluctúan naturalmente, con inundaciones de primavera y emergiendo en verano. Además de las inundaciones, la especie también se ve influenciada por la fertilidad del suelo, ya que tiende a crecer en las bahías más fértiles de los grandes lagos, por ejemplo. Al igual que muchas plantas acuáticas, que se ve negativamente afectada por la salinidad y el pastoreo. También se ve afectada negativamente por la competencia de otras plantas de los humedales. Al igual que muchas plantas de los humedales, puede sobrevivir en condiciones desfavorable como enterrando las semillas en el suelo.

## Ecología
La planta florece a finales de verano. Las flores púrpuras tienen marcas amarillas que pueden ayudar en la atracción de las abejas para la polinización. Una de las especies de abejas conocidas para polinizar las flores es Dufourea (Halictoides) novaeangliae. Una vez que la planta comienza a producir semillas, el tallo que soporta la inflorescencia se dobla para sumergir los frutos y semillas. Las semillas están latentes en el momento de la dispersión y no germinarán sin estratificación por 6-8 semanas.

## Taxonomía
Pontederia cordata fue descrita por Carlos Linneo y publicado en Species Plantarum 1: 288. 1753.
Sinonimia
- Narukila cordata (L.) Nieuwl.
- Narukila cordata var. lancifolia (Muhl.) Nieuwl.
- Pontederia angustifolia Pursh
- Pontederia lanceolata Nutt.
- Pontederia lancifolia Muhl.
- Pontederia maculata Donn
- Pontederia mucronata Raf. ex Torr.
- Pontederia nymphaeifolia Kunth
- Pontederia obtusifolia (Raf.) A.DC.
- Pontederia ovalis Mart. ex Schult. & Schult.f.
- Pontederia rotundifolia var. nymphaeifolia (Kunth) Solms
- Sagittaria cerulea Raf.
- Umsema mucronata Raf.
- Umsema obtusifolia Raf.
- Unisema acutifolia Raf.
- Unisema cordata (L.) Farw.
- Unisema cordata f. angustifolia (Pursh) Farw.
- Unisema cordata f. latifolia (Muhl.) Farw.
- Unisema deltifolia Raf.
- Unisema heterophylla Raf.
- Unisema lancifolia Raf.
- Unisema lancifolia f. trullifolia Farw.
- Unisema latifolia Raf.
- Unisema media Raf.
- Unisema media var. albiflora Raf.
- Unisema mucronata Raf.
- Unisema obliquata Raf.
- Unisema obtusifolia (Raf.) Raf.
- Unisema peduncularis Raf.
- Unisema purshiana Raf.
- Unisema rotundifolia Raf.[13]